# Christian Friedrich Meyer
Christian Friedrich Meyer (* 24. Mai 1748 in Berlin; † 1834) war ein königlich-preußischer Kriegs- und Domänenrat, Forstrat, Gutsbesitzer und Naturforscher.

## Leben
Christian Friedrich Meyer war von 1775 bis 1776 Referendar und 1777 Assessor bei der kurmärkischen Kriegs- und Domänenkammer in Berlin.
Von 1778 bis 1787 wirkte er als Kriegs- und Domänenrat bei der zu diesem Zeitpunkt noch der Kammer in Kleve unterstellten Kriegs- und Domänenkammerdeputation in Hamm und anschließend nach der Neuorganisation bis 1790 bei der nunmehr selbständigen Kriegs- und Domänenkammer (KDK) für die Grafschaft Mark in Hamm. Er war als Departementrat für Forstwesen und Forstverwaltung zuständig und wurde 1791 auf eigenen Antrag mit einer jährlichen Pension von 150 Reichstalern in Gnaden entlassen.
Im Jahr 1788 wurde er durch seine Heirat mit Elisabeth Sophia Friederike, geborene Zahn, Besitzer des Lehngutes Brockhausen bei Unna.
Meyer war Direktor der „westphälischen oekonomischen Sozietät zu Hamm“. Später bezeichnet er sich selbst als Mit-Direktor der „ökonomischen Gesellschaft zur Verbesserung der Ökonomie, Künste und Gewerbe Westfalens“.
Christian Friedrich Meyer gründete 1798 die „Westphälische Naturforschende Gesellschaft zu Brockhausen“, für die verschiedentlich auch die Bezeichnungen „Naturforschende Gesellschaft Westphalens“, „Gesellschaft Naturforschender Freunde Westphalens“ und „Königlich-Preußisch-Westphälische Naturforschende Gesellschaft“ Verwendung fanden.
Als Mitglieder konnte er u. a. Friedrich Justin Bertuch, Ludwig Wilhelm Cramer, Georg Wilhelm Friedrich Hegel und Johann Wolfgang von Goethe (Ehrendiplom vom 12. Dezember 1798) gewinnen. In seinem Begleitschreiben an Goethe berief er sich auf die Empfehlung von Johann Georg Lenz. Nach nur zwei Veröffentlichungen in den Jahren 1798 und 1805 fehlen bereits ab 1806 Nachweise für die weitere Existenz dieser naturwissenschaftlichen Vereinigung.
Um 1825 hatte Christian Friedrich Meyer seinen Wohnsitz in Berlin.
Meyer war Mitglied der  Braunschweig-Lüneburgischen Landwirtschaftsgesellschaft zu Celle, der mathematisch-physikalischen Gesellschaft in Erfurt, der Kaiserlichen Freien Ökonomischen Gesellschaft zu Sankt Petersburg sowie der märkischen ökonomischen Gesellschaft zu Potsdam und wurde 1797 Mitglied der Hamburgischen Gesellschaft zur Beförderung der Künste und nützlichen Gewerbe. Er war Ehrenmitglied der Mineralogischen Societät in Jena und wurde 1805 Mitglied der Regensburgischen Botanischen Gesellschaft.
Christian Friedrich Meyer war ordentliches Mitglied der Churfürstlich Mayntzischen Academie nützlicher Wissenschaften und war vermutlich der Christian Friedrich Meyer, der am 22. Dezember 1798 mit dem akademischen Beinamen Diophanes IV. zum Mitglied (Matrikel-Nr. 1011) der Leopoldina gewählt wurde.

## Schriften (Auswahl)
als Autor
- Ueber den Anbau und Benutzung der Lucerne. Frankfurt/Leipzig 1796 (Digitalisat).
- Ansichten einer Reise durch das Clevische und einen Theil des Holländischen über Crefeld, Düsseldorff und Elberfeld, mit einigen dabei angestellten ökonomischen Betrachtungen, im Jahre 1794. Nebst einer zweiten ökonomischen Bereisung der Rheingegenden von Wesel bis Coblenz, im Juni 1794. Dänzer, Düsseldorf 1797 (Digitalisat).
- Versuch einiger Naturbeobachtungen des gebürgigten Süderlandes der Grafschaft Mark Westfalens; worin das Wasser, die Luft, Grund und Boden, Gewächse, Metalle, Mineralien, Steinarten, Thiere, Vögel, Fische und Einwohner in kurzen betrachtet werden; Zur Beförderung der Naturkentnisse, der Oekonomie, der Fabrikken, Manufakturen, Handlung, Künste, Gewerbe und Bergbaukunde. Erstes Heft, Dänzer, Düsseldorf 1798 (Digitalisat).
- Versuch einiger Naturbeobachtungen des gebirgigten Süderlandes der Grafschaft Mark Westfalens; worin das Wasser, die Luft, Grund und Boden, Gewächse, Metalle, Mineralien, Steinarten, Thiere, Vögel, Fische und Einwohner in kurzem betrachtet werden; Zur Beförderung der Naturkenntnisse, der Oekonomie, der Fabriken, Manufakturen, Handlung, Künste, Gewerbe und Bergbaukunde. Zweites Heft, Dänzer, Düsseldorf 1799 (Digitalisat).
- Einige chemische Beobachtungen und Versuche über die Zubereitung des Zuckers aus einheimischen Pflanzen, welche als Surrogate, statt der ostindischen Zuckerpflanze dienen können. Dänzer, Düsseldorf 1799 (Digitalisat).
- Anleitung zu einem System zur Kenntniß und Verbesserung der freien technischen wie auch höheren Landwirthschaft. Erster Band, Lange, Berlin 1805 (Digitalisat).

als Herausgeber
- Der Gesellschaft Naturforschender Freunde Westphalens Neue Schriften. Erster Band, Dänzer, Düsseldorf 1798 (Digitalisat).
- Neue Schriften der Gesellschaft Naturforschender Freunde Westphalens. Zweiter Band, Späthen, Berlin 1805 (Digitalisat).